# Морарџи Десаи
Морарџи Ранчхоџи Десаи (29. фебруар 1896 – 10. април 1995) је био активиста за независност Индије и од 1977. до 1979. 4. премијер Индије. Током своје дуге каријере у политици, налазио се на бројним важним положајима у влади, као што је главни министар државе Бомбај, министар унутрашњих послова и министар финансија као и 2. заменик премијера Индије.
Након смрти премијера Лала Бахадура Шастрија, Десаи је био снажан претендент за позицију премијера, али га је 1966. победила Индира Ганди. Постављен је за заменика премијера и министра финансија у кабинету Индире Ганди, и на овим позицијама је остао до 1969, када је напустио Конгрес током раскола 1969, и приступио ИНК (О). Након што је контроверзно Ванредно стање укинуто 1977, политичке партије опозиције су се ујединиле против Конгреса, под окриљем партије Џаната, и победиле на изборима 1977. Десаи је изабран за премијера, и постао је први премијер Индије који није био члан Индијског националног конгреса.
На међународној сцени, Десаи је познат по свом мировном активизму и чинио је напоре да оствари мир између две супротстављене јужноазијске државе, Пакистана и Индије. Након првог индијског нуклеарног теста 1974, Десаи је помогао да се поново успоставе пријатељски односи са Кином и Пакистаном, и зарекао се да ће избегавати оружане сукобе попут Индијско-пакистанског рата 1971. Одликован је највишим цивилним орденом Пакистана, Нишан-е-Пакистан, 19. маја 1990.
У историји Индије, он је најстарија особа која је била на дужности премијера, са 84 године. Након тога се повукао са свих политичких положаја, али је наставио да води кампању за Џаната партију током избора 1980. Додељено му је највише индијско цивилно одликовање, Барат Ратна. Умро је 1995, са 99 година.